# Wolfgang Carl Briegel
Wolfgang Carl Briegel (Königsberg, mei 1626 - Darmstadt, 19 november 1712) was een Duitse barokcomponist. Hij werkte als cantor en kapelmeester in Gotha en Darmstadt.

## Levensloop
Wolfgang Carl werd geboren als zoon van apotheker Carl Briegel en zijn echtgenote Veronika Zinck.
Briegel bracht zijn jeugd door in Neurenberg en heeft daar waarschijnlijk ook muziekles gehad. Hij studeerde aan de universiteit van Altdorf. Van 1645 tot en met 1650 werkte hij als organist bij de Johanniskerk in Schweinfurt. Ook gaf hij daar les aan de lokale school.
Op 22 september 1646 trouwde Briegel met Margaretha Brönner, een domineesdochter. Hun eerste zoon, Hans Carol, werd op 26 juni 1648 gedoopt; op 27 april 1650 volgde hun tweede zoon, Georg Carol.

### Gotha
Eind 1650 vertrok Briegel naar Gotha om daar als cantor en muziekdocent aan het hof van hertog Ernst van Saksen-Gotha te gaan werken. Na verloop van tijd klom hij op tot de functie van kapelmeester. Hij raakte intussen bevriend met de in Mühlhausen woonachtige componist en uitgever Johann Rudolf Ahle, bij wie hij een aantal eigen composities liet uitbrengen.
In 1658 werd Briegels dochter Maria Elisabeth geboren.

### Darmstadt
In 1666 trouwde Elisabeth Dorothea van Saksen-Gotha, de oudste dochter van hertog Ernst van Saksen-Gotha, met landgraaf Lodewijk VI van Hessen-Darmstadt. Zij verzocht Briegel om naar Darmstadt te komen en op 1 januari 1671 begon hij daar als kapelmeester.
In Darmstadt kreeg Briegel de mogelijkheid om de hofkapel en de kerkmuziek zelf vorm te geven. Het land had zwaar geleden onder oorlogsverwoestingen en het was aan Briegel om het muziekleven weer op te bouwen. De hofkapel kwam onder zijn leiding goed bekend te staan en onder andere componist Georg Philipp Telemann prees de kapel om diens hoge kwaliteit.
Samen met zijn schoonzoon Henning Müller - die in 1685 met zijn dochter Maria Elisabeth was getrouwd - gaf Briegel in 1687 Das grosse Cational uit. Hiermee probeerde hij meer eenheid te brengen in het gebruik van kerkgezangen in Hessen.
Naast zijn werkzaamheden gaf hij ook muziekles, onder andere aan de vorsten Ernst Lodewijk van Hessen-Darmstadt en Bernhard I van Saksen-Meiningen. Tevens gaf hij onderricht aan de gambaspeler Ernst Christian Hesse, die in 1707 werd benoemd tot vice-kapelmeester om Briegel in zijn werkzaamheden te ondersteunen.
In 1709 trad Briegel terug als kapelmeester, waarna Christoph Graupner hem opvolgde.
Briegel overleed op 19 november 1712 en werd twee dagen later begraven op het kerkhof van de stadskapel.

## Werken
Briegel liet veel van zijn composities uitgeven. Tussen 1652 en 1709 verschenen zijn albums in steden als Erfurt, Leipzig en Darmstadt. Het merendeel van zijn werk betreft kerkmuziek, waaronder elf jaargangen met cantates. Zijn composities waren destijds populair en tot in Scandinavië bekend.
Als componist vervulde Briegel een belangrijke rol in de ontwikkeling van de religieuze cantate. Hij fungeerde als brug tussen de 17e-eeuwse composities van Heinrich Schütz en de 18e-eeuwse werken van Johann Sebastian Bach. 
Briegel schreef ook theatermuziek. Hiervan zijn alleen de libretto's bewaard gebleven; de muziek zelf is verloren gegaan. 
Hieronder volgt een selectie uit zijn werken: 
- 10 Paduanen, 10 Galliarden, 10 Balletten, 10 Couranten (Erfurt, 1652)
- Geistlicher musikalischer Rosengarten (Gotha, 1658)
- Evangelische Gespräch I–III (Mühlhausen en Darmstadt, 1660-1681)
- Evangelischer Blumengarten I–IV (Gotha, 1660-1669)
- Allemanden und Couranten (Jena, 1664)
- Musikalisches Tafelkonfekt (Frankfurt, 1672)
- Geistliche Gespräche und Psalmen (Gotha, 1674)